# Escudo de Kubán
El Escudo de Kubán (en alemán: Ärmelschild Kuban) fue una condecoración militar de la Alemania nazi de la Segunda Guerra Mundial, otorgada a quienes lucharon en la batalla del cruce de Kubán en la Unión Soviética desde febrero de 1943 hasta que fue abandonado en octubre de 1943. La condecoración fue instituida el 21 de septiembre de 1943.

## Diseño
El escudo está diseñado de manera similar al escudo de Crimea y se fabricó en chapa o zinc y se trató con un lavado de bronce. Cuenta con un águila alemana con alas extendidas sosteniendo una corona de laurel con una esvástica. A cada lado de la corona están los números 19 y 43. Justo debajo del águila está escrito KUBAN en mayúsculas. Debajo de este nombre hay un mapa estilizado de la región de Kubán, con una línea que representa la línea defensiva que los hombres lucharon por preservar con la ubicación de las cabezas de puente: KRYMSKAJA, LAGUNEN y NOWOROSSIJSK.
El escudo debía llevarse en la parte superior de la manga izquierda del uniforme. El escudo venía adherido a un trozo de tela que coincidía con la rama de servicio de los destinatarios:
- Verde para el Heer (ejército)
- Azul para la Luftwaffe (fuerza aérea)
- Negro para las unidades Panzer (unidades blindadas)

## Criterios
Los criterios para la concesión del escudo al personal militar:
- Haber servido en la cabeza de puente durante 60 días; o
- Haber sido herido mientras defendía la cabeza de puente; o
- Haber estado involucrado en alguna operación importante en la cabeza del puente